# وفاء عبد الله
وفاء عبد الله (1964 - ) هي ممثلة سورية، بدأت مسيرتها الفنيَّة عام 1987 من خلال المشاركة في مسلسل «أحلام مؤجلة».

## سيرتها
ولدت عام 1964 في خان شيخون، وهي متزوجةٌ ولها ابن واحد. تخرجت من المعهد العالي للفنون المسرحية في دمشق عام 1987 وبدأت مسيرتها الفنية في نفس العام من خلال المشاركة في مسلسل أحلام مؤجلة.  كان قد انضمت إلى نقابة الفنانين السوريين في 19 مايو 1987.
حصلت على عددٍ من الجوائز والتكريمات، ومن أبرزها:
- جائزة أفضل ممثلة في مهرجان دمشق السينمائي الدولي عن دورها في فيلم الليل عام 1992.
- جائزة أفضل ممثلة في مهرجان القاهرة السينمائي الدولي عن دورها في فيلم الحب في الغابة عام 1994.
- جائزة أفضل ممثلة في مهرجان الإسكندرية السينمائي لدول البحر المتوسط عن دورها في فيلم الحب هو الحياة عام 1995.

## أعمالها
من أعمالها:
- قمر شام بدور ام جمال زوجة أبو يوسف عام 2013.
- زهر البنفسج عام 2013.
- زمن البرغوت (مسلسل) ج 1 بدور ام نجيب عام 2012.
- أهل الراية ج2 عام 2010.
- الدوامة عام 2009.
- بلقيس عام 2009.
- هيك تجوزنا عام 2008.
- الاجتياح عام 2007.
- كوم الحجر بدور أم خليل عام 2007.
- باب الحارة ج 1 بدور نظمية زوجة الإدعشري عام 2006.
- دعاة على ابواب جهنم عام 2006.
- صدى الروح عام 2006.
- الطريق الوعر عام 2005.
- رجاها عام 2005.
- فارس بني مروان بدور أم خالد بن يزيد عام 2004.
- بنت الطناب عام 2003.
- حنين بدور أم إلهام عام 2002.
- العوسج عام 2002.
- الأيام المتمردة عام 2001.
- ليل المسافرين عام 2000.
- الفصول الأربعةفي جزءه الأوّل عام 1999.
- تلك الأيام عام 1999.
- الحنطة وبس عام 1998.
- أيام الغضب عام 1996.
- سماح عام 1995.
- نهاية رجل شجاع بدور أم بهيرة عام 1994.
- جريمة في الذاكرة عام 1992.
- الزاحفون عام 1989.

## روابط خارجية
- وفاء عبد الله على موقع IMDb (الإنجليزية)
- وفاء عبد الله على موقع قاعدة بيانات الأفلام العربية